# Severo Rodríguez Etchart
Severo Rodríguez Etchart (Buenos Aires, 1865 - Ib., 2 de julio de 1903) fue un pintor argentino. 
Estudió en el Colegio Nacional y luego en la Academia de la Sociedad Estímulo de Bellas Artes, en Buenos Aires. En 1879 viaja a Turín para estudiar en la Academia Albertina y luego a París para perfeccionarse en la Académie Julian, con los maestros William Bouguereau y Tony Robert-Fleury.
El retrato, el desnudo, el intimismo, el costumbrismo y el paisaje fueron temas abordados por el artista en diferentes estilos.

## Obra

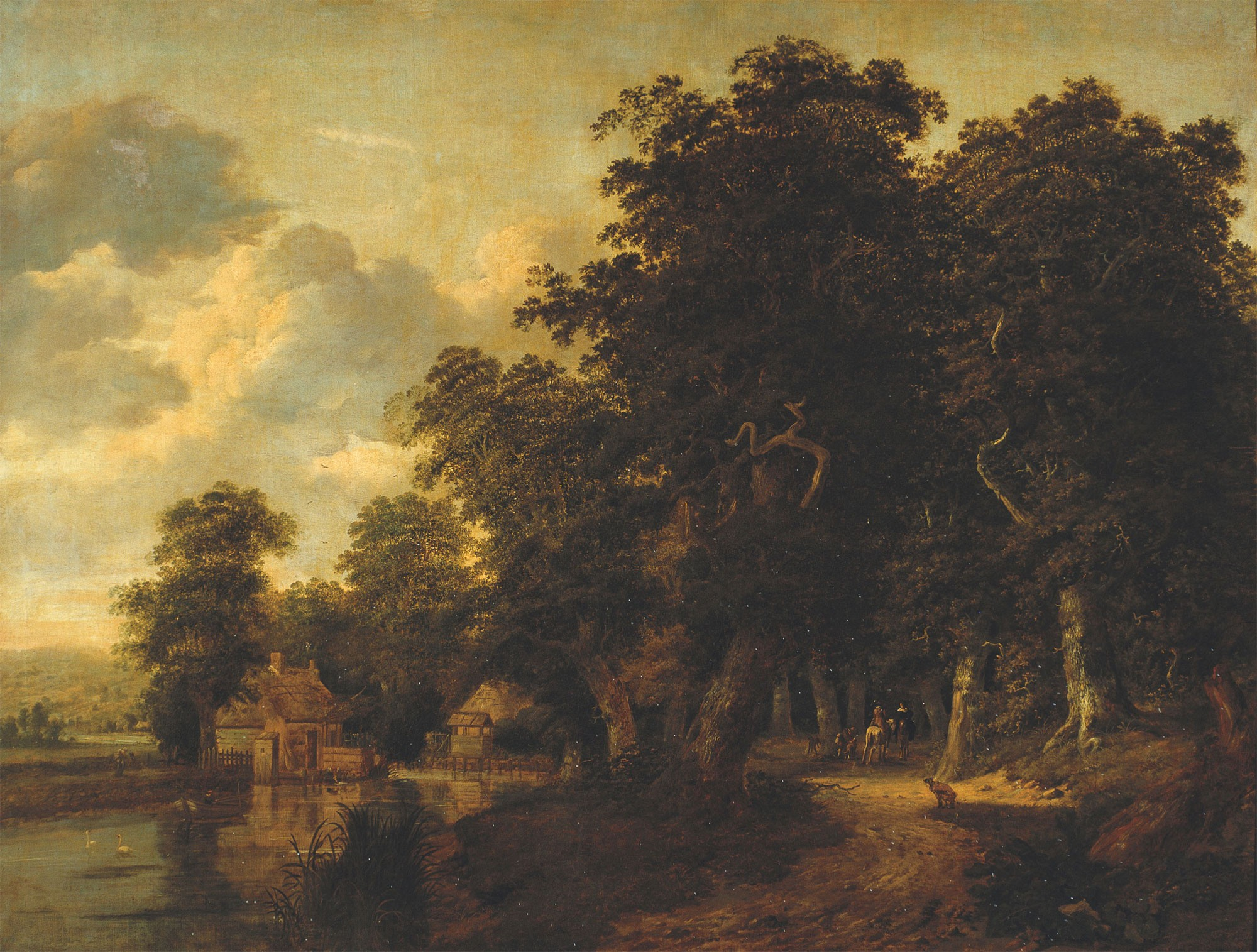
Petit Bleu
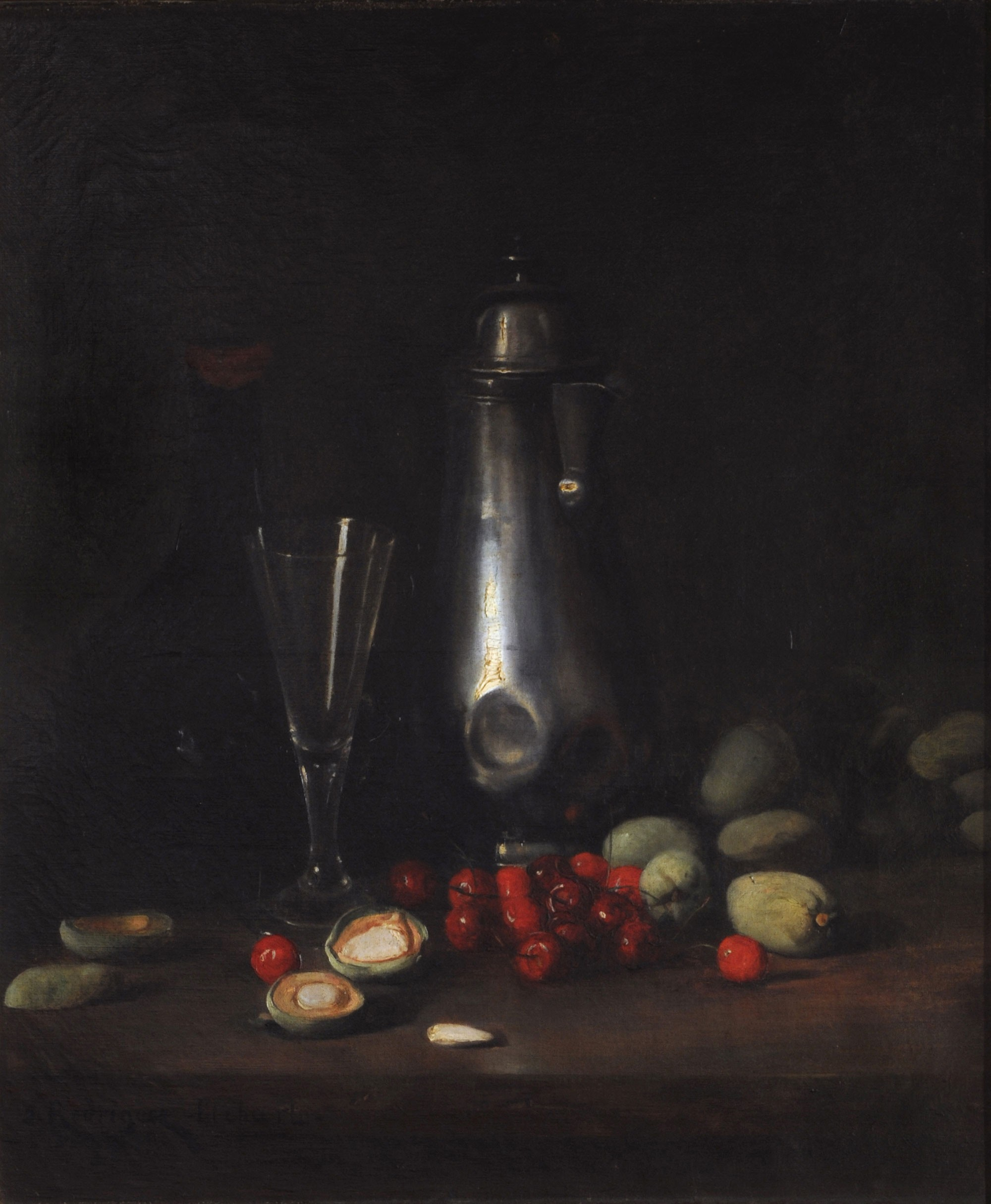
Naturaleza muerta
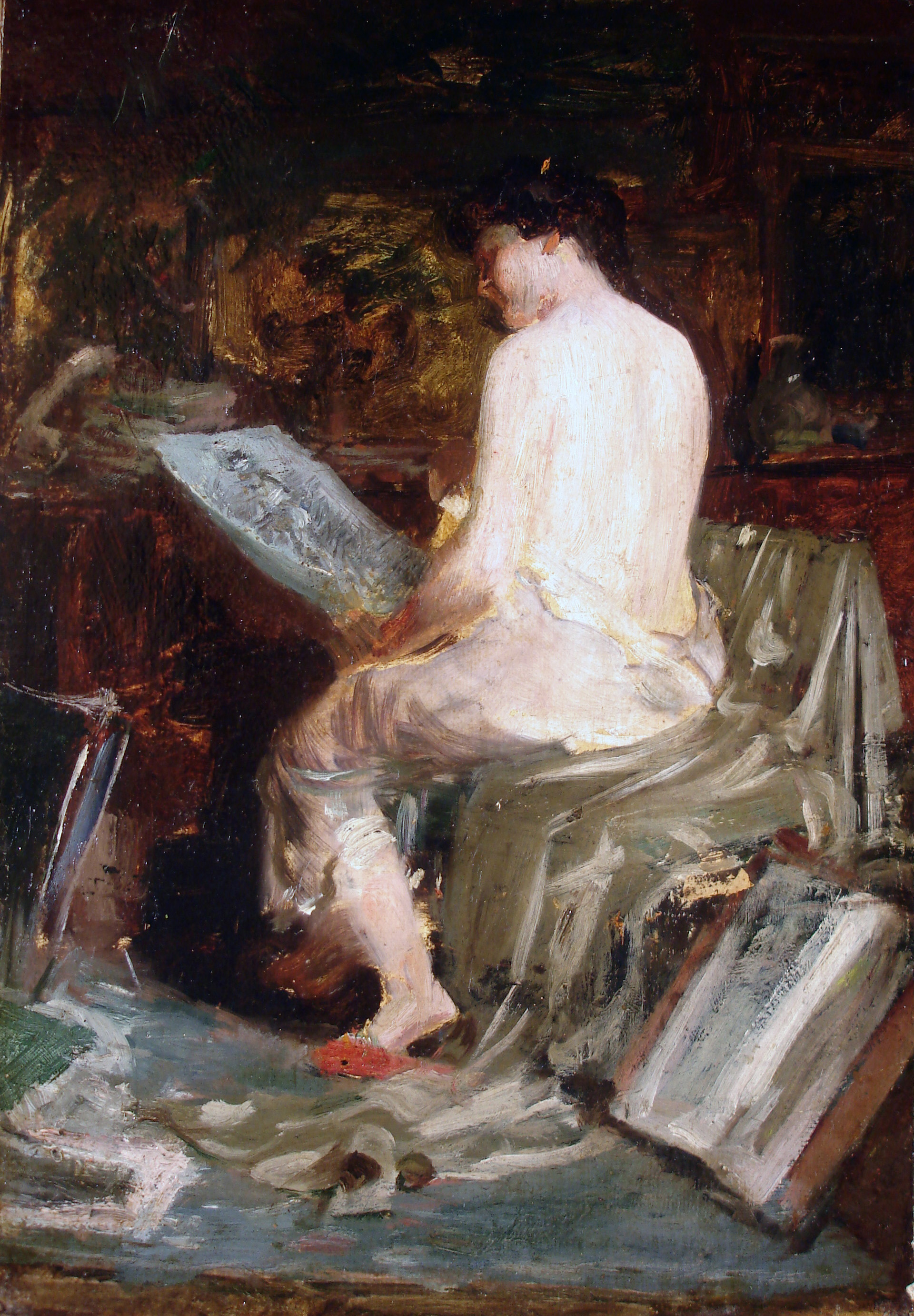
Après la pose
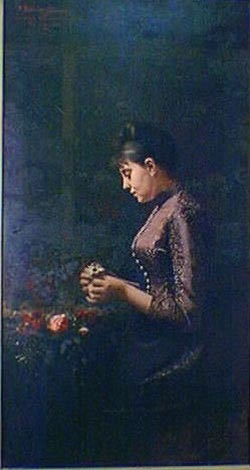
El ramo
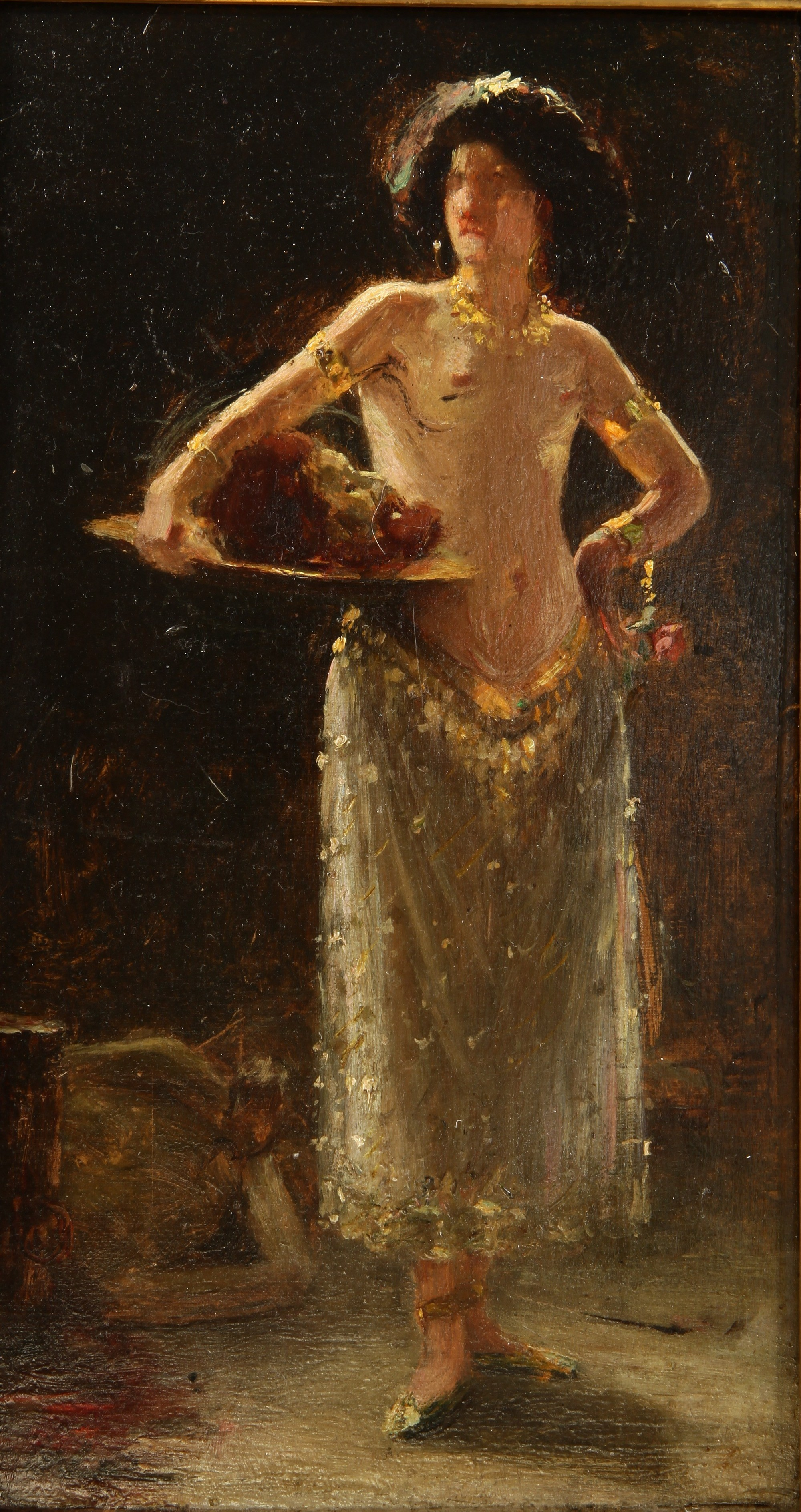
Salomé
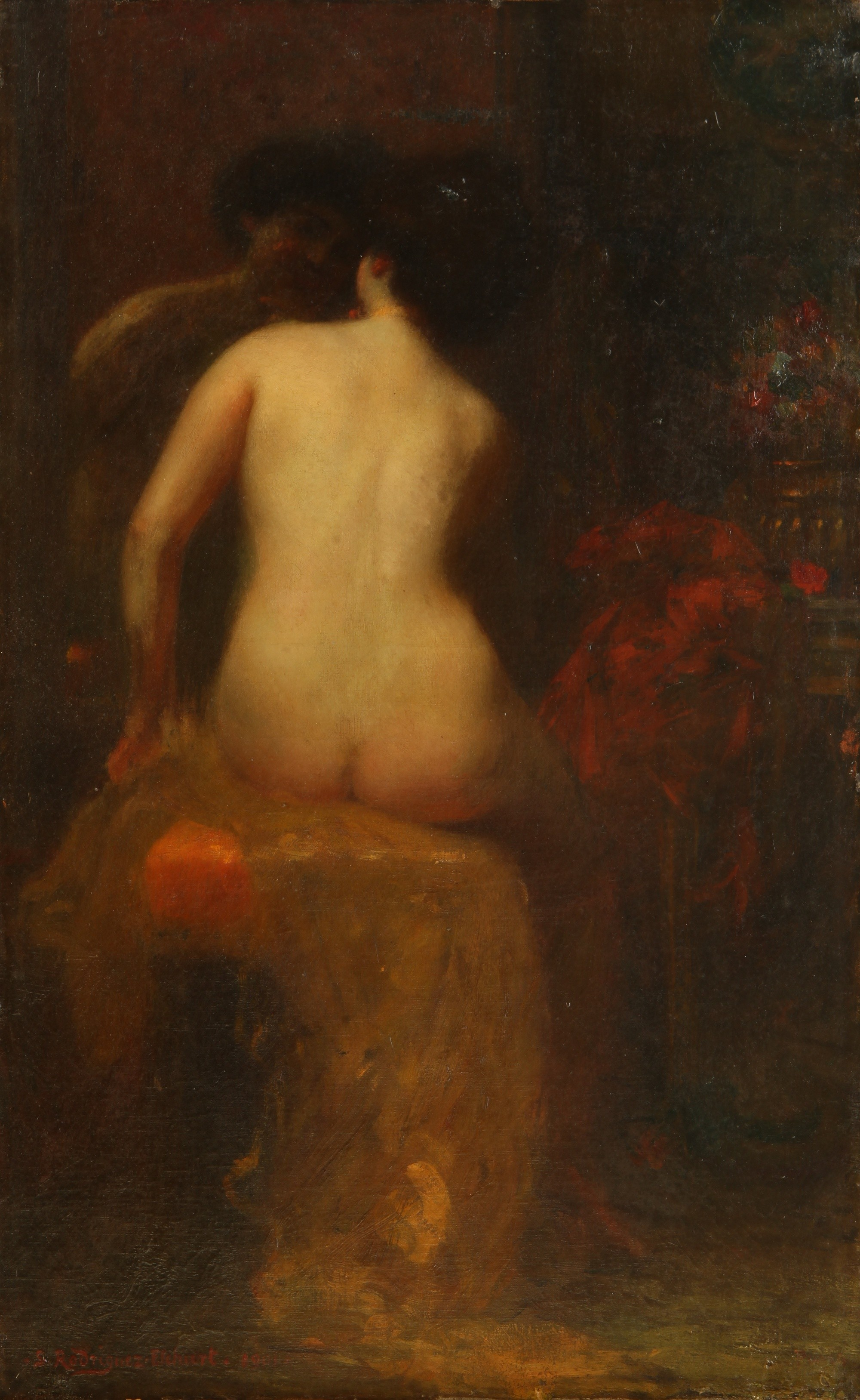
La Toilette
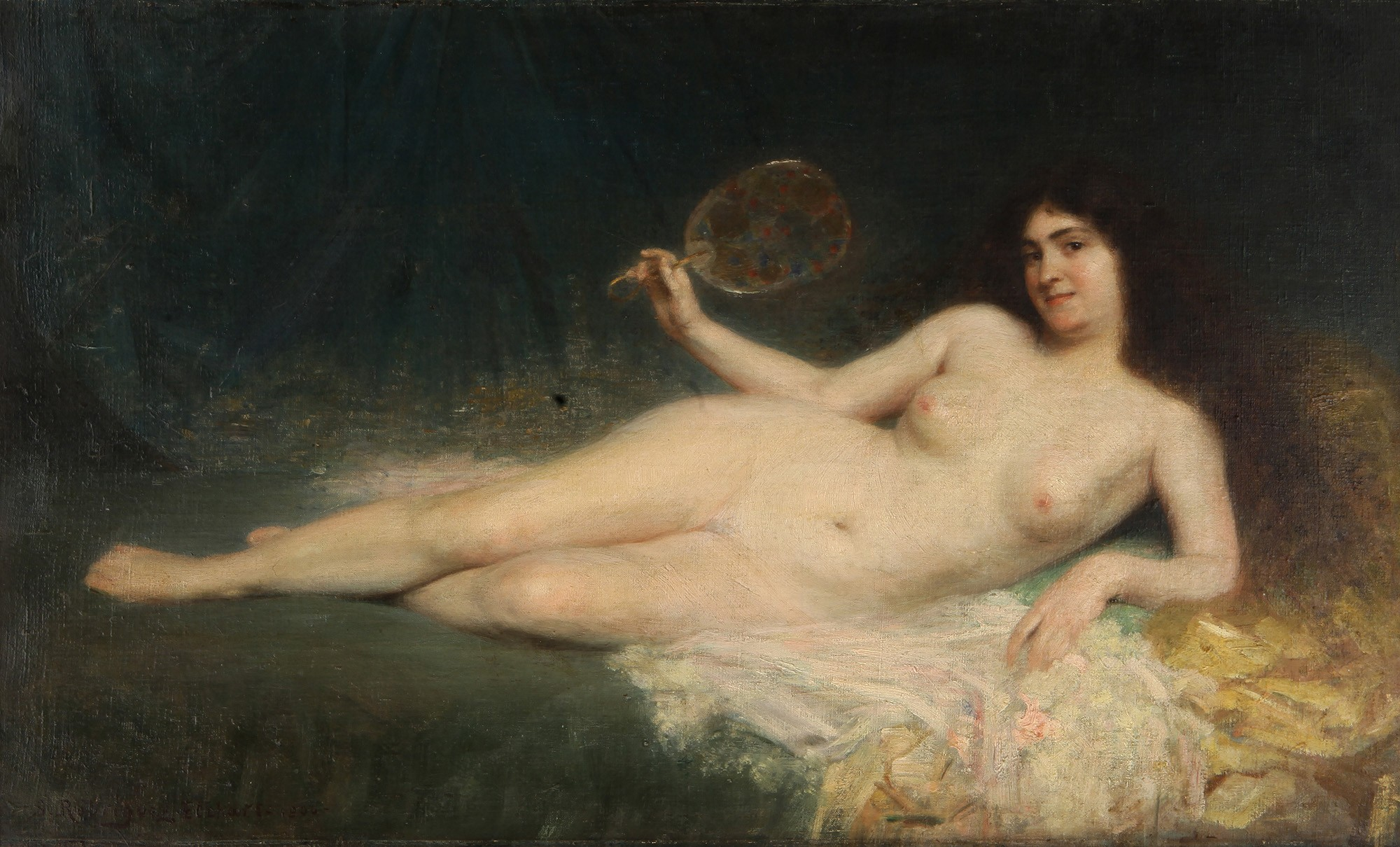
Femme a l'evantail
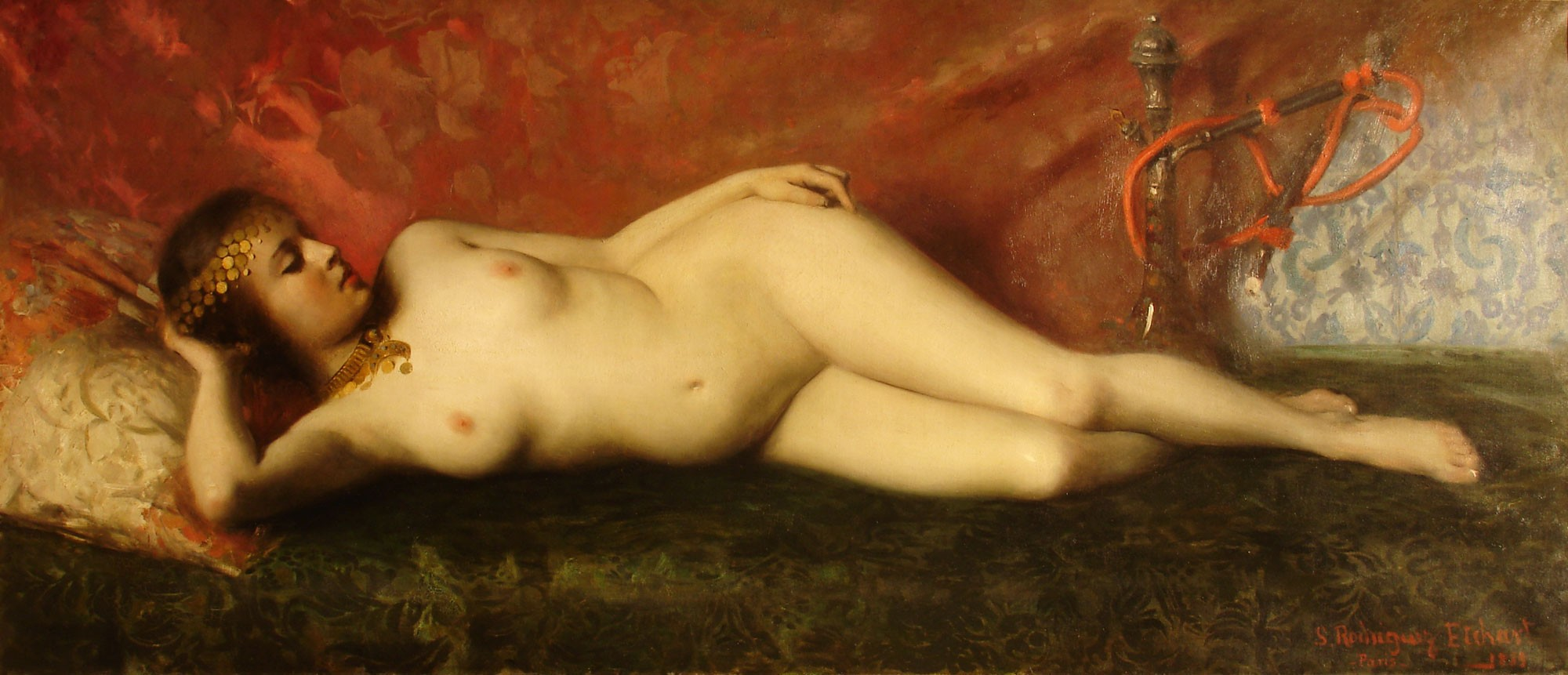
Desnudo (Mujer oriental)
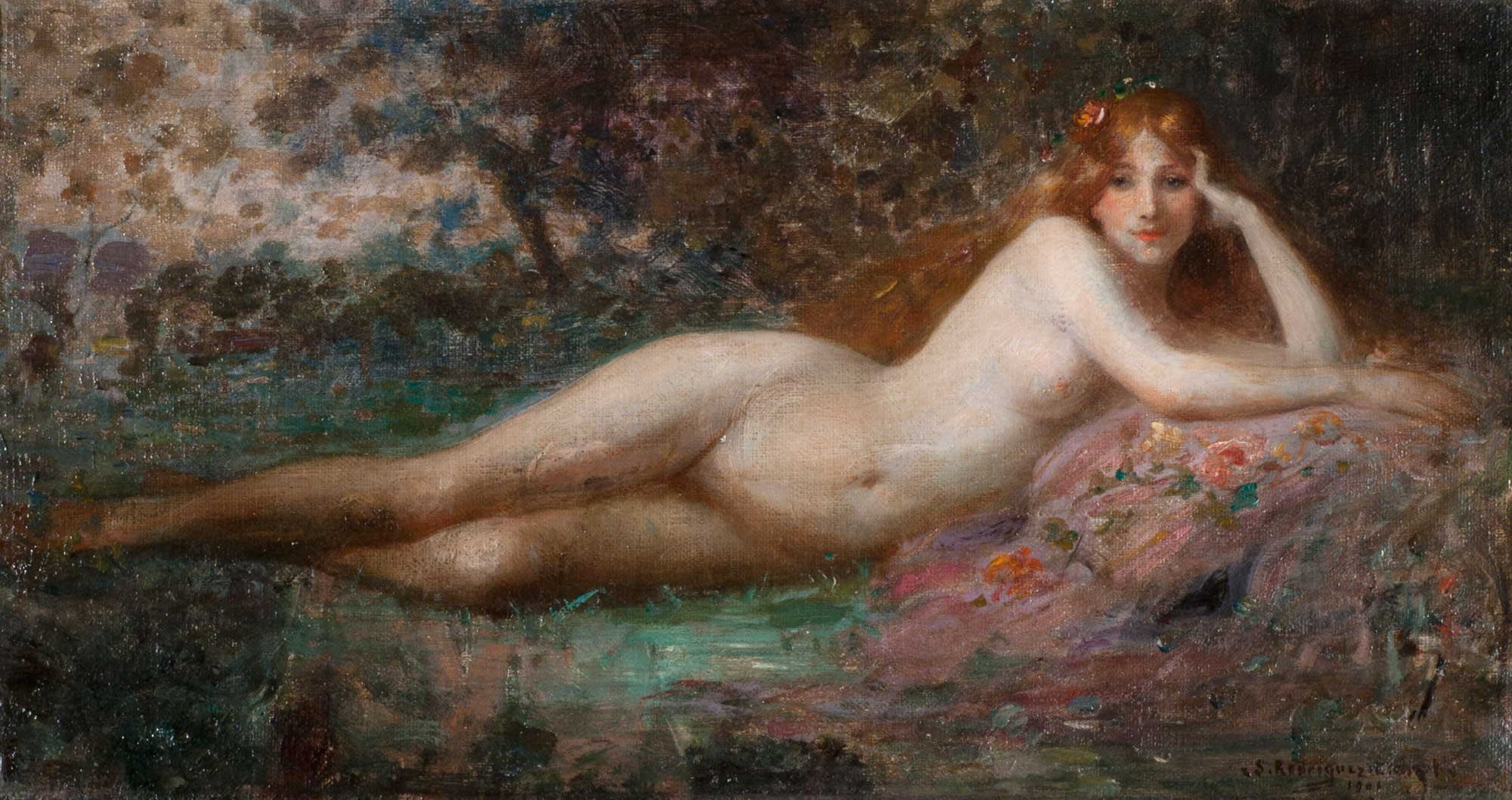
Estudio de desnudo (Louly)